# 大切なことはすべて君が教えてくれた
『大切なことはすべて君が教えてくれた』（たいせつなことはすべてきみがおしえてくれた）は、2011年1月17日から3月28日まで毎週月曜日21:00 - 21:54に、フジテレビ系の「月9」枠で放送された日本のテレビドラマ。主演は戸田恵梨香と三浦春馬。

## 概要
誰からも祝福されていた教師同士のカップルが、教え子との一夜の過ちから始まる混乱に愛の本質を問われ、嫉妬による自己嫌悪や家族との愛憎などに苦悩しながら新しい関係を見出す物語。
戸田は『SPEC〜警視庁公安部公安第五課 未詳事件特別対策係事件簿〜』（TBS）より2クール連続での連ドラ主演、三浦も本作がフジテレビのドラマ初主演となった。ドラマの準主演（キーパーソン）となる佐伯ひかり役にはオーディション参加者800名の中から選ばれた武井咲が演じ、第68回ザテレビジョンドラマアカデミー賞助演女優賞を受賞している。
野外撮影では2011年2月11日・14日および3月4日・7日に、JR東日本企画のロケーションサービスによって秋川駅、上野駅および西府駅が利用された。

## 放送
初回は15分拡大の21時 - 22時9分に放送された。
ところが、放送期間中の2011年3月11日に発生した東日本大震災により放送はさまざまな影響を受けた。3月14日に放送予定だった第9話は震災関連のFNN報道特別番組『FNNスーパーニュースSP』（16:53 - 22:00）を放送のため休止し、翌週に放送された。第9話・最終話では提供クレジットを自粛、第9話ではNTT災害用伝言ダイヤル（NTTドコモが協賛社）を除く、すべてのCMがACジャパンの公共広告に差し替えられ、最終話では前述のNTT災害用伝言ダイヤルに加え、P&G・MENARD・エステー・サントリーの4社がCMのみの参加。
また当初の終了翌週にあたる3月28日に『HEY!HEY!HEY! 春爛漫!!豪華名曲スペシャル!!』を3時間SPとして放送する予定だったが、このドラマの遅延により2時間に短縮した。

## あらすじ
私立明稜学園高等学校に勤める高校教師・上村夏実は、同じ学校に勤める教師で同校の生徒時代からの付き合いである柏木修二と婚約しており、生徒や同僚からも祝福されていた。しかし始業式前日、修二は自身の生徒・佐伯ひかりと一夜を共にし、そのことは夏実にも知られてしまう。
ひかりは生殖機能の病を抱えた少女で、家族の死なども関係した複雑なコンプレックスを抱えながら修二に恋をしていた。ひかりは修二と過ごした証拠となる画像を盾に夏実に嫌がらせをし、二人の仲を裂こうとするが、結局身を引く。そのまま結婚を進めようとした二人だが、ふとした事から校内にひかりとの関係が知れ渡る。
修二は生徒たちをはじめ周囲に糾弾され、人気の教師であった修二の社会的立場は下落してしまうが、複雑な事情を抱えるひかりを教師として見捨てることは出来ず、彼女を見守り続ける。混乱の中で夏実は妊娠に気付き、修二と別れひとりで産み育てることを決意する。事情を知った上で結婚を申し込む男性が現われたものの、夏実は修二への思いを断ち切れず、次第に修二が初めて見せた自発的な意志と、ひかりに対する真意を受け止めてゆく。
修二は教師を辞めることになるが、ひかりを家族や精神的な問題と向き合わせた上で、本当に愛しているのは夏実だけであると告げ、ひかりを独り立ちさせて別れる。教師としての役目を全うさせた修二はふたたび夏実に求婚する。夏実もまた、本当に愛しているのは修二だと気付いてそれを受け止める。転職した修二は街でひかりを見かけるが、その姿はかつて修二が、街ですれ違っても自分の存在に気付かないほど幸せになってほしいとひかりに語った姿そのものだった。夏実と修二もまた、出産した娘と共に新しい生活を始めるのだった。

## キャスト

### 私立明稜学園高等学校・教職員
上村 夏実
演 - 戸田恵梨香
本作の主人公。1年の担任教師。担当科目は英語。帰国子女で、中学の頃までアメリカで暮らしていた。未経験ながら、女子バスケットボール部の顧問を務める。明るく前向きで行動力があり、さばさばした性格から、生徒に慕われている。同じ高校教師の修二と婚約していたが、彼がひかりと一夜を共にしたことを知り、修二への愛に疑問を持ち始める中で、自分自身に芽生えた暗い怒りや嫉妬深さに悩まされることになる。修二の子を身篭るも、普段受け身の修二が初めて自らひかりを気にかけていることに気づき、結婚を取りやめ、一人で子供を産み育てる決意をした。しかし、その後も修二と有悟の間で気持ちが揺らいだ末、有悟との縁談を断り、修二のプロポーズを受け結婚。2学期いっぱいで産休に入り、女の子を出産。明稜学園の卒業生で、在学中は修二と同級生だった。
柏木 修二
演 - 三浦春馬
本作のもう1人の主人公。2年1組の担任教師。担当科目は生物。夏実の婚約者。爽やかな外見と真面目で思慮深い性格から、生徒だけではなく、保護者や同僚からも信頼・支持されているが、優柔不断で実行力に欠ける。自身の生徒のひかりと始業式前日に一夜を共にしてしまい、今まで築き上げた夏実との関係や学校での立場を脅かされてしまう。半年間の謹慎とその間の生徒との接触禁止の処分を受けた後に復職するが、別れた夏実を妊娠させながら責任を取らないことが保護者に知れ渡って再び問題となる。理事会で依願退職の処分が下されるが、自らそれを断って解雇を希望し、鶴岡から解雇を告げられる。その後、レンタルマットの会社、クリーン・ワンに再就職。明稜学園の卒業生で、在学中は夏実と同級生だった。実家は酒屋で、謹慎中は手伝っていた。
中西 佳史
演 - 西村雅彦
2年2組の担任、学年主任。世界史担当。生徒想いで経験豊富だが、強面な外見と空気を読まない発言で、生徒と保護者からの評判は良くない。修二を羨んでおり、何かと彼に絡んでくる。特異な家庭事情を持つ望未を気にかけており、また彼女からの信頼も厚い。
金子 雅代
演 - 能世あんな
2年3組の担任。体育担当。夏実や修二のことを同僚として気にかけている。一人で子供を産むことになった夏実が他の教職員に非難された時、それでもおめでとうと言うべきだと夏実の妊娠を否定的に捉えないよう促した。産休に入る夏実の後任として、バスケットボール部の顧問となる。
鶴岡 悟司
演 - 風間杜夫
教頭。夏実・修二の恩師。温厚で包容力と判断力に溢れている。問題が起きると、様々な人の意見を聞き、常に冷静に対処するタイプ。夏実と修二の教師としての素質を認め、2人を温かく見守っていたが、修二とひかりの一件が発覚してからは、その処分を巡り頭を悩ませる。
その他の教師
- 校長 - 阿部六郎（第1・9話）※第9話はノンクレジット
- 理事 - 加藤治（第8話）、佐藤祐四（第8話）、須永慶（第8話）
- 理事長 - 戸沢佑介（第8話）

### 私立明稜学園高等学校・生徒

#### 2年1組
佐伯 ひかり
演 - 武井咲（幼少期：浅見姫香）
先天性の卵巣機能不全を患う女子生徒。駿陽大学附属病院の婦人科に通っており、薬が無くては「女」になれないことへのコンプレックスから、自分を「欠陥品」と呼ぶ。始業式前日に修二と一夜を共にし、修二の弱みを握る一方でバスケットボール部に入って夏実に近付き、ベッドに裸で眠る修二の写メールを送りつけ2人の関係を壊そうと追い詰めていく。修二は夏実とひかりの選択を強いられるが、ひかりは拒絶され、その悲しみを望未に相談する。
修二のことは本気で好きになっており、カタツムリに語りかけ、「ナメクジはかたつむりの欠陥品ではない」と語る修二の姿を見たのがきっかけであった。
姉の事故死を機に家族の関係が壊れており、かわりに「欠陥品」の自分が死ねばよかったと思い詰めていた。父・正則が家を出た始業式の前日、姉のワンピースを着て、望未にメイクしてもらい、夜の街で薬を飲まずに女の子になれたという喜びを味わっていたが、修二と似た見ず知らずの男性と初体験を迎え嫌悪感を持ってしまう。その後バーで出会った修二の部屋に行き、眠ってしまった修二に自身の汚れを消してほしいという気持ちで服を脱いで添い寝した。夏実に送りつけた写真は、それが夢ではない証を残すために撮ったものである。
2学期いっぱいで瑛琳女子大学付属高等学校に転校した。その後姉と行けなかった旅行に修二の見送りのもと再度出かけ、両親との関係も修復し、後に修二と街ですれ違ったときには気がつかないほどに幸せそうになっていた。
平岡 直輝
演 - 菅田将暉
関西出身。素直で行動力がある。男子バスケットボール部に所属し、『SLAM DUNK』を心のバイブルにしている。夏実の大ファンで徐々に癒しを与える存在となっていく。よく涼子をからかう。修二が夏実を婚約者に持ちながらも生徒と一夜を共にしたことが許せず、殴ってしまう。
園田 望未
演 - 剛力彩芽
席がひかりの後ろだったことから親友になり、ひかりの心を支える存在となる。特待生で頭はいいが、不登校がち。性格は明るく自由奔放で正義感が強い。父親が借金を残して失踪した為、メイドカフェをはじめ、新聞配達、サンプル配布、マンガ喫茶のティッシュ配りなどのアルバイトをしている。ひかりのブログから彼女の好きな相手が修二だと気づき、修二を責める。中西の後押しもあり、タンザニアでヌーを見るために、アフリカに旅立つ。
加川 涼子
演 - 広瀬アリス
明るく開放的な性格をしており、クラスの中心的存在。女子バスケットボール部所属。よく直輝と言い合いをしているが、直輝のことが好き。
児玉 賢太郎
演 - 中島健人（Sexy Zone、当時：B.I.Shadow）
引っ込み思案な性格をしており、クラスメイトともほとんどしゃべらない。時刻表オタクで、いつも電車の時刻表を携帯している。女性的な容姿と雰囲気からクラスメートのからかいの対象になることもしばしば。ひかりのことが好きで告白したが、同情からだと思われ、振られる。
渡辺 優奈
演 - 石橋杏奈
勝気で華やかな美少女。クラスでも目立つ存在。
牧田 玲花
演 - 替地桃子
優奈とは幼なじみ。内気な性格で、容姿や成績で優奈にコンプレックスを持っている。
田口 和孝
演 - 永嶋柊吾
交際中の万里と関係を持ったことから、問題になる。控え目で目立たない存在。
川本 万里
演 - 石橋菜津美
交際中の和孝と関係を持ったことから、問題になる。生真面目な性格をしており、学級委員的存在。
江藤バーンズ凌真
演 - バーンズ勇気
ハーフ。力と体格に恵まれており、気さくな性格。男子バスケットボール部所属。
小野 誠也
演 - 丸若薫
小柄で眼鏡をかけた真面目な生徒。修二から「教師より頭がよい」と評されるほど学力に優れる。
辻本 奈知
演 - 央川奈知
明るいお調子者。ひかりの携帯を偶然目にしたことから、2年1組の生徒が修二とひかりの関係を知るキッカケとなる。
その他の生徒
| - 宇野沙莉 - 伊藤沙莉 - 相沢航希 - 長村航希 - 石本千寿 - 佐伯千寿 - 高橋悠希 - 倉益悠希 - 瀧山辰哉 - 黒木辰哉 - 千葉奈々 - 大平奈津美 - 土屋孝之 - 大津尋葵 - 徳永玲奈 - 能年玲奈 - 中田広稀 - 中島広稀 - 中野愛里 - 中島愛里 | - 夏川流太 - 外波山流太 - 西野優衣 - 伊藤優衣 - 根本健人 - 疋田健人 - 野口優里 - 中村優里 - 橋本達也 - 羽染達也 - 樋口みはと - 伊勢みはと - 桃井天音 - 岡山天音 - 安田美月 - 小松美月 - 山口美咲 - 米村美咲 - 吉川タツヤ - 岸田タツヤ |

#### バスケットボール部
| 女子バスケットボール部員 - 星野陽子 - しほの涼 - 元木彩 - 竹本彩 - 有野佐知 - 石丸佐知 - 眞鍋理沙 - 本間理紗 - 藤岡優里奈 - 齋藤優里奈 - 田辺かおり - 渡辺かおり | 男子バスケットボール部員 - 山田純平 - 笹山純平 - 山田哲平 - 笹山哲平 - 井口龍之介 - 永井龍之介 - 田中力意 - 園田力意 |

### 夏実の家族
上村 圭子
演 - 朝加真由美
夏実の母親。
上村 克実
演 - 新井康弘
夏実の父親。ヘルニアで入院していた。

### 修二の家族
柏木 孝一
演 - 新井浩文
修二の兄。教職に就く為に家を出た修二に代わり、実家の酒店を継いでいる。優しくて面倒見が良くて真面目な兄だと評されるが、修二が夏実と婚約したことにより、修二に対して憎しみと嫉妬心を抱いていることに気づき、始業式前夜に育子を殴ってしまう。しかし、両親から期待され続けていた修二を本当は羨ましく思っていて、挫折した修二に学校へ戻るよう諭したり、上村家への謝罪に悩む両親に一度くらい親らしいことをしてやれと話す。
柏木 博一
演 - 春海四方 ※第2話は声のみ
修二・孝一の父親。柏木酒店を営む。
柏木 育子
演 - 三谷悦代
修二・孝一の母親。始業式前夜、孝一に殴られる。

### ひかりの家族
佐伯 ゆかり
演 - 西園みすず（第9話）
ひかりの姉。バスケットボール部でキャプテンを務め、美人で成績が良かった。4年前にひかりと出かけた北海道旅行の途中で起きた事故で亡くなる。ゆかりの存在がひかりの抱えるコンプレックスの一因となる。
佐伯 由梨
演 - 宮本裕子
ひかり・ゆかりの母親。ゆかりを忘れることで前に進もうとする。
佐伯 正則
演 - 神保悟志
ひかり・ゆかりの父親。ゆかりが亡くなった4年前の事故がキッカケで、始業式の前日に署名した離婚届を置いて家を出た。由梨の反対をおして姉妹二人だけで旅行に行かせたことを後悔している。事故の後、ひかりが助かってゆかりは亡くなったことを知り、一瞬がっかりした表情をひかりに見られたことを打ち消したがっていたが、ひかりが無事でよかったことを伝えるために、由梨と一緒にひかりを迎えに行く。

### 生徒の保護者
- 田口和孝の母親 - 阿南敦子（第1話）
- 川本万里の母親 - 渡辺杉枝（第1・8話）
- その他の保護者 - 鈴木ひろみ（第8話）、薬師寺順（第8話）

### 駿陽大学附属病院
水谷 亜弥
演 - 内田有紀
駿陽大学附属病院・婦人科の看護師。ひかりとは4年前に出会ってから常にひかりのことを気にかけており、ひかりにとっても大切な存在である。ひかりと一夜を共にした修二が聖職者である教師だと知り、修二を許せないでいる。夏実の妊娠が判明してからは、夏実の良き理解者となっている。離れて暮らす娘がいて、4年前に会いに行く途中で事故に遭う。
その他
- ひかりの担当医師 - 佐藤裕（第3話）
- 看護師 - 金子路代（第2話）、丸山優子（第7話）

### その他
東堂 さやか
演 - 篠田麻里子（AKB48）
ウェディングプランナー。1年先まで予約が埋まるほどの人気を集める。夏実と修二の同級生であり、学生時代は修二と付き合っており、結婚も考えていた。現在は夏実とルームシェアしている。2人の良き友人として応援はしているが、実は未だに修二への想いを捨て切れずにいる。
山下 有悟
演 - 福士誠治（第7・8話）
商社勤務。夏実の見合い相手。自信と包容力に溢れた好漢。かつて婚約者がいたが、生殖機能が低いことが原因で別れている。そのため、夏実が妊娠していることを好都合だと考えた上で、結婚を前提に交際を申し込むが断られる。なお、夏実とは11年前にも一度会っている。
山下有悟の父・ 英昭（第7話）
演 - 山田百貴
山下有悟の母・美幸 （第7話）
演 - 唐木ちえみ

### ゲスト
第1話
- 借金取り - 赤堀二英
- メイドかふぇ「いちごみるく」の客 - 大山鎬則

第2話
- 優奈と玲花をナンパした男 - 植田健、浅野順平
- 郵便局員 - 森喜行

第3話
- 山口（柏木酒店の客） - 本田晋

第4話
- 新築マンションの二次募集申し込みの順番待ちの夫婦 - 越智俊光、岡本千明

第5話
- 夏実に妊娠を告げる産婦人科医 - おぐちえりこ
- ひかりと一夜を共にした見ず知らずの男 - 坂田鉄平
- さやかの同僚のウェディングプランナー - 良田麻美
- 結婚式場を訪れる夫婦 - 榊英訓、住吉怜奈

第9話
- 不動産屋 - 大塚洋

最終話
- 津島昭宏（北斗星で修二・ひかりと同じ車両に乗り合わせた乗客） - 尾藤イサオ
- 吉村美桜（水谷亜弥の娘） - 三吉彩花
- 医師 - 上原由恵
- 空港の案内係 - 鎌田麻里名、安藤瞳

## スタッフ
- 脚本 - 安達奈緒子 (第15回〔2002年〕フジテレビヤングシナリオ大賞・大賞受賞者）
- 音楽 - 林ゆうき
- 主題歌 - ポルノグラフィティ「EXIT」（SMEレコーズ）
- 協力プロデュース - 横山隆晴
- プロデュース - 増本淳、清水一幸
- 演出 - 西浦正記(FCC)、葉山裕記、関野宗紀
- 企画協力 - 東康之
- 技術プロデューサー - 瀬戸井正俊
- TD - 宮田伸
- 選曲 - 泉清二
- 音響効果 - 壁谷貴弘
- MA - 佐藤浩二
- 美術プロデューサー - 柴田慎一郎
- 美術デザイン - 棈木陽次[注釈 3]
- 美術進行 - 森田誠之
- 持道具 - 土屋若子
- 視覚効果 - 田村憲行
- フードコーディネーター - 住川啓子
- VFXプロデューサー - 冨士川祐輔
- VFXディレクター - 高野善政
- 撮影協力
  - 恵泉女学園大学、牛久愛和総合病院、国立駅前大学通り商店会、PACHINCO OASIS、国立市、北島金物店、町田市、アンフェリシオン
  - 浦安市立中央図書館、いばらきフィルムコミッション、茨城県立医療大学、東京都市大学、東京都市大学付属中学校高等学校
  - 関東鉄道、台東区フィルムコミッション、ワタベウェディング
- 協力
  - ビデオスタッフ、inup、ファン、タカハシレーシング、ワインド・アップ、ザ・ホライズン、スポット、共同テレビ、エルエーカンパニー、八峯テレビ、成ロケーションサポート
- 医療監修 - 茨木保（いばらきレディースクリニック）
- 制作 - フジテレビドラマ制作センター

## 劇中使用曲
- P!NK 『Greatest Hits... So Far!!!』（Best Album） 『I'm Not Dead』（5th Album）より
  1. I'm Not Dead
  2. Funhouse
  3. Who Knew
  4. Runaway
  5. F**kin' Perfect
  6. Dear Mr.President Featuring Indigo Girls
  7. Nobody Knows
  8. Stupid Girls

## 受賞歴
- 第68回ザテレビジョンドラマアカデミー賞[4][5]
  - 助演女優賞（武井咲）

## 放送日程
| 各話                                                       | 放送日        | サブタイトル | 演出     | 視聴率 |
| ---------------------------------------------------------- | ------------- | ------------ | -------- | ------ |
| 第1話                                                      | 2011年1月17日 | 始まりの朝   | 西浦正記 | 12.1%  |
| 第2話                                                      | 2011年1月24日 | 女の闘い     | 西浦正記 | 11.6%  |
| 第3話                                                      | 2011年1月31日 | 男の答え     | 西浦正記 | 10.5%  |
| 第4話                                                      | 2011年2月07日 | 暴露         | 葉山裕記 | 11.0%  |
| 第5話                                                      | 2011年2月14日 | 真相         | 葉山裕記 | 12.1%  |
| 第6話                                                      | 2011年2月21日 | 半年後       | 西浦正記 | 12.1%  |
| 第7話                                                      | 2011年2月28日 | 求婚         | 関野宗紀 | 11.0%  |
| 第8話                                                      | 2011年3月07日 | 辞職         | 西浦正記 | 12.3%  |
| 第9話                                                      | 2011年3月21日 | 最後の授業   | 葉山裕記 | 11.2%  |
| 最終話                                                     | 2011年3月28日 | 結婚         | 西浦正記 | 10.5%  |
| 平均視聴率 11.4%（視聴率は関東地区・ビデオリサーチ社調べ） |               |              |          |        |

## 関連商品
DVD
- 大切なことはすべて君が教えてくれた DVD-BOX（2011年7月22日発売、アミューズソフトエンタテインメント、ASBP-4851）

書籍
- 大切なことはすべて君が教えてくれた（2011年3月12日発売、扶桑社、ISBN 978-4-59-406382-5）
  - 安達奈緒子の脚本を基に、白戸ふみかがノベライズ。